# Carmita Ignarra
Carmen Ignarra Güell (Cienfuegos, 30 de marzo de 1927-Monterrey, Nuevo León, 1 de agosto de 2017), conocida como Carmita Ignarra, fue una actriz cubana.

## Biografía y carrera
Carmen Ignarra Güell nació el 30 de marzo de 1927 en Cienfuegos, Cuba, siendo hija de José Ignarra Petriccione y de Ana María Güell; y tataranieta del I conde de Güell, Eusebio Güell. Desde muy pequeña siempre se vio interesada en el mundo de la actuación. A los 15 años ya había participado en diversas obras de teatro en su natal cuba como; Las Flores, Canción de Cuna, Zorrilla y Don Juan Tenorio entre muchas otras que  catapultaron su carrera como actriz. Inició su carrera en el cine a finales de los años cuarenta e inicio de los cincuenta en Cuba, donde participó en tres películas:  Cecilia Valdes (1948), Ángel Caído (1949) y Siete muertes a Plazo Fijo (1950) en donde compartió créditos con el actor Juan Jose Martínez Casado, padre de la primera actriz Kippy Casado.
En 1945 se trasladó a México después de que el productor de origen libanes Santiago Reachi la convenciera para trabajar en la filmación de una película llamada El Fantasma y Doña Juanita que estaría dirigida por el director Luis Buñuel. Al llegar a México se dio cuenta de que había sido traída con engaños por el productor, ya que esta película jamás se filmó.

### Muerte
Falleció a la edad de 90 años en la ciudad de Monterrey, Nuevo León a causa de un infarto. Sus restos descansan en el Parque Funeral Guadalupe.

## Filmografía

#### Cine
México
- 1953 - Los Solterones
- 1955 - El monstruo en la sombra
- 1955 - Y mañana serán mujeres
- 1956 - Historia de un Marido Infiel

España
- 1960 - Trío de damas

Cuba
- 1948 - Cecilia Valdes
- 1949 - El Ángel Caído
- 1950 - Siete Muertes a Plazo Fijo

#### Telenovelas
- 1964 - San Martín de Porres
- 2011 - Méteme Gol